# Deutsche Togogesellschaft

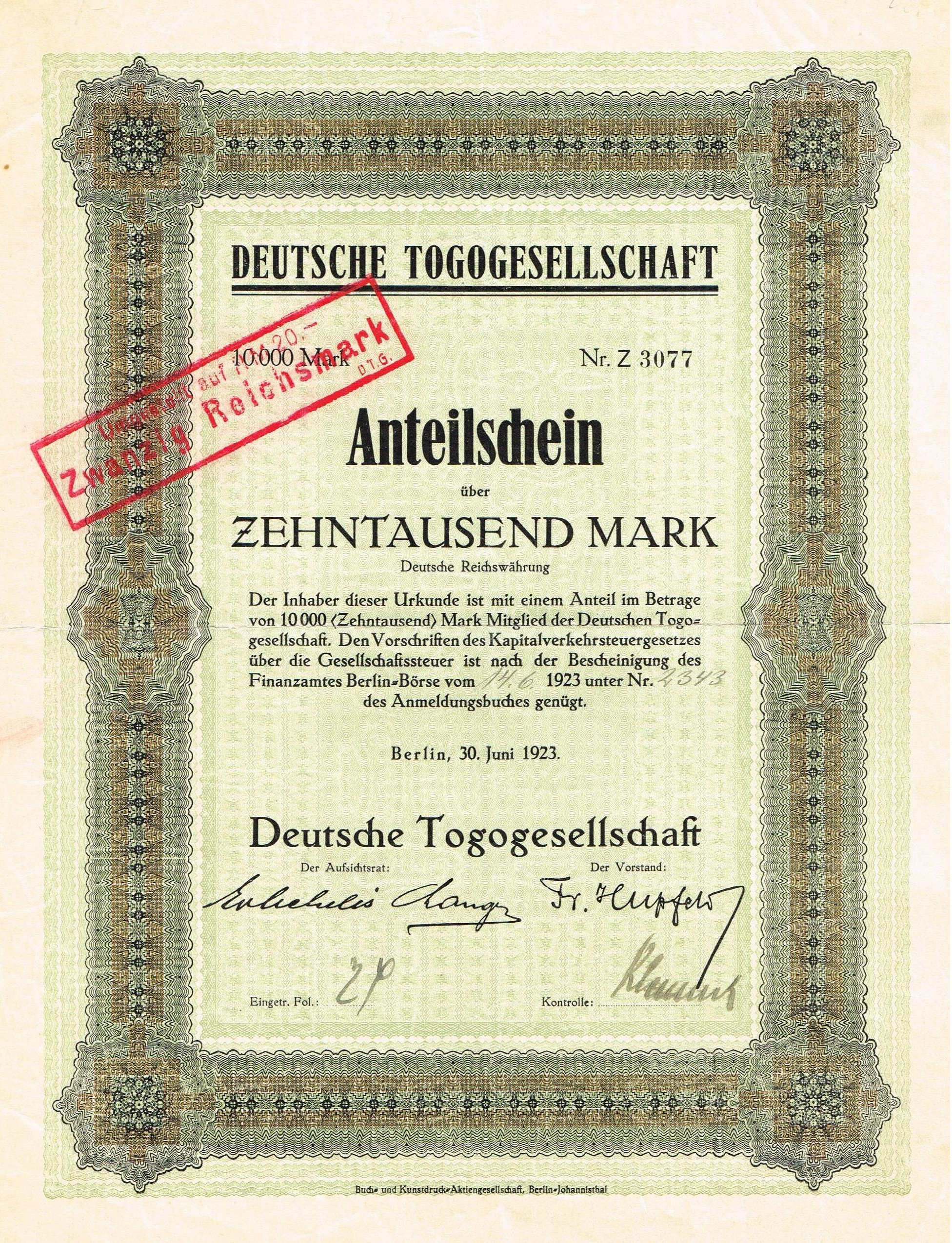
Anteilschein der Deutschen Togogesellschaft vom 30. Juni 1923

Die Deutsche Togogesellschaft (DTG) wurde am 29. Dezember 1902 in Berlin gegründet, Direktor war Friedrich Hupfeld. Sie war eine der größten deutschen Kolonialgesellschaften mit 25 Faktoreien in Togo und Kamerun sowie Beteiligungen an vier weiteren Pflanzungsgesellschaften. Die Gesellschaft betrieb Handel mit Landesprodukten, insbesondere Baumwolle, Palmkerne, Palmöl, Kakao, Erdnüssen und Kopra. Hauptsitz in Togo war Lomé.
Infolge des Ersten Weltkrieges ging der Besitz in Togo verloren. Eine 1920 gegründete Zweigniederlassung in Kolumbien wurde 1929 wegen Unrentabilität wieder geschlossen. 1928 nahm die Deutsche Togogesellschaft in Togo ihre frühere Tätigkeit, nämlich Wareneinfuhr nach Togo und Ausfuhr von dortigen Landesprodukten nach Europa, wieder auf. Mit dem Kriegsbeginn 1939 wurden die Unternehmungen der Deutschen Togogesellschaft in Togo beschlagnahmt und unter Zwangsverwaltung gestellt. 1949 wurde die Deutsche Togogesellschaft nach Hamburg verlagert und 1975 wegen Vermögenslosigkeit gelöscht.